# 家蜥属
家蜥（学名：Opetiosaurus）是种已灭绝的晚白垩世海生或半水生蜥蜴，属于沧龙超科中的崖蜥科。该属发现于克罗地亚赫瓦尔附近的森诺曼阶沉积物中，仅含一个有效种：布氏家蜥（O. bucchichi）。它是种身长1（3.3英尺）的小型爬行动物。

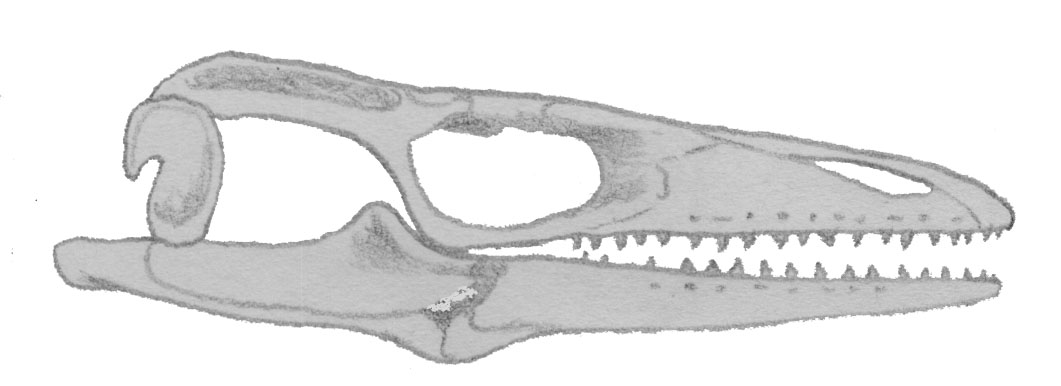
颅骨

杜恰克与卡德威尔（2009年）认为将家蜥与崖蜥是相同属，因此将其更名为“布氏崖蜥”，并指出两者标本之间仅有一些微小解剖差异。马兹亚与考尔（2017年）提出，这两个物种亲缘关系并不一定比任何一方与更多衍生沧龙的关系更近，这不仅表明家蜥是有效属，还质疑了崖蜥科作为单系群的有效性。 

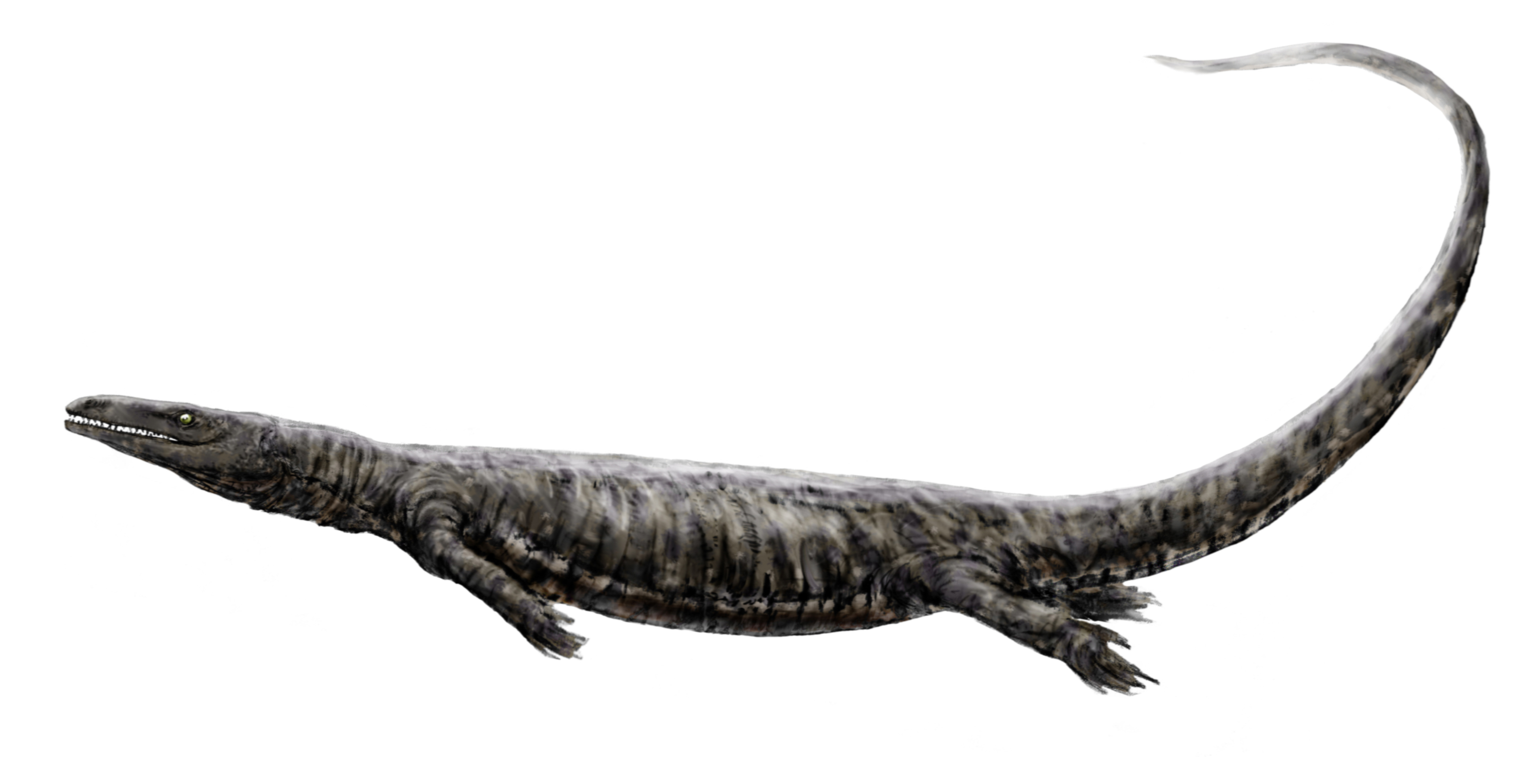
布氏家蜥的复原图